# Án lệ 42/2021/AL
Án lệ 42/2021/AL về quyền lựa chọn Tòa án giải quyết tranh chấp của người tiêu dùng trong trường hợp hợp đồng theo mẫu có thỏa thuận trọng tài hay Án lệ Vịnh Thiên Đường, Án lệ Alma là án lệ công bố thứ 42 thuộc lĩnh vực dân sự của Tòa án nhân dân tối cao tại Việt Nam, được Hội đồng Thẩm phán Tòa án nhân dân tối cao thông qua, Chánh án Tối cao Nguyễn Hòa Bình ra quyết định công bố ngày 12 tháng 3 và có hiệu lực cho tòa án các cấp trong cả nước nghiên cứu, áp dụng trong xét xử từ ngày 15 tháng 4 năm 2021. Án lệ 42 dựa trên nguồn là Bản án sơ thẩm số 54 ngày 16 tháng 11 năm 2018 của Tòa án nhân dân thành phố Nha Trang, tỉnh Khánh Hòa về vụ án dân sự tranh chấp hợp đồng dịch vụ, nội dung xoay quanh dân sự chủ yếu về giao dịch dịch vụ, các vấn đề chính bao gồm hợp đồng theo mẫu thỏa thuận lựa chọn trọng tài nước ngoài; người tiêu dùng; việc lựa chọn Tòa án Việt Nam. Đây là án lệ do Giáo sư, Tiến sĩ Luật Đỗ Văn Đại, Thành viên Hội đồng tư vấn án lệ Việt Nam đề xuất.
Trong vụ việc, nguyên đơn là vợ chồng Nguyễn Hoàng Sơn và Nguyễn Thị Long Tuyền có hợp đồng dịch vụ mua kỳ nghỉ dưỡng cao cấp thuộc dự án đang xây dựng, dự kiến hoàn thành trong tương lai với hãng cung cấp Vịnh Thiên Đường tại Khánh Hòa. Thỏa thuận dân sự này được hình thành như một hình dạng mới của đầu tư lĩnh vực dịch vụ thời kỳ hiện đại, liên kết với mạng lưới quốc tế. Nguyên đơn phát sinh nguyện vọng hủy bỏ hợp đồng do không chấp nhận một số điều khoản, tuy nhiên không được bị đơn đồng ý. Vụ án này bắt đầu từ đây, và đi kèm với những vụ án tương tự khi người tiêu dụng dịch vụ khởi kiện hãng Vịnh Thiên Đường. Sau cùng, tại phiên dân sự sơ thẩm, nguyên đơn thua kiện. Bản án sơ thẩm được đề cử và trở thành án lệ quy định điều chỉnh phương thức cùng cơ quan giải quyết tranh chấp cho vụ án dân sự theo thỏa thuận và căn cứ thực tế giữa người tiêu dùng và doanh nghiệp cung cấp.

## Tóm lược vụ án
Năm 2017, vợ chồng Nguyễn Hoàng Sơn (gọi tắt: ông Sơn) và Nguyễn Thị Long Tuyền (gọi tắt: bà Tuyền) giao kết Hợp đồng sở hữu kỳ nghỉ Công ty trách nhiệm hữu hạn Khu du lịch Vịnh Thiên Đường (hay ALMA, gọi tắt: Vịnh Thiên Đường). Vịnh Thiên Đường là hàng kinh doanh dịch vụ du lịch, trong đó có nghỉ dưỡng cao cấp ở vùng Bãi Dài, huyện Cam Lâm, tỉnh Khánh Hoà, có nhiều hình thức quảng bá mở rộng từ khi thành lập và tạo ra những ảnh hưởng lớn tới người tiêu dùng về dự án nghỉ dưỡng tương lai, gồm cả ủng hộ lẫn phản đối. Ông Sơn và bà Tuyền ngụ tại Thành phố Hồ Chí Minh, là một trong những khách hàng của ALMA. Sau khi giao kết hợp đồng sở hữu kỳ nghỉ dưới dạng hình thức hợp đồng mẫu được soạn sẵn, ông Sơn đã tiến hành thủ tục đặt cọc cho Vịnh Thiên Đường hơn 300 triệu đồng.
Sau khi ký hợp đồng vài tháng, ông Sơn và vợ đã xem lại hợp đồng, có bất đồng về điều khoản và gửi yêu cầu đề nghị chấm dứt hợp đồng tới Vịnh Thiên Đường, tuy nhiên không được đáp ứng. Trong hợp đồng, điều khoản giải quyết tranh chấp có quy định rằng tranh chấp sẽ được giải quyết tại Trung tâm Trọng tài quốc tế Singapore (Singapore International Arbitration Centre – SIAC). Tuy vậy, ông Sơn đã đệ đơn kiện tới Tòa án nhân dân thành phố Nha Trang, nơi đặt trụ sở của hãng Vịnh Thiên Đường. Trong quá trình tư pháp, ban đầu là đơn đề nghị Tòa tuyên bố vô hiệu, hủy hợp đồng rồi tiến tới kiện tụng, việc gửi đơn kiện đã gặp những vấn đề về bổ sung và hoàn thiện nội dung theo quy định pháp luật. Cuối cùng, vụ án được Tòa thụ lý và xét xử giải quyết năm 2018.

## Nội dung vụ án
Ngày 17 tháng 12 năm 2017, nguyên đơn Nguyễn Hoàng Sơn, Nguyễn Thị Long Tuyền với người đại diện theo ủy quyền là Luật sư Trần Đức Phượng (gọi tắt: Luật sư Phượng) từ Đoàn Luật sư Thành phố Hồ Chí Minh đã đệ đơn khởi kiện bị đơn Công ty trách nhiệm hữu hạn Khu du lịch Vịnh Thiên Đường với người đại diện theo ủy quyền là Phạm Thị Kiều Hưng (gọi tắt: Đại diện Hưng), Trưởng phòng Pháp chế ALMA. Vụ án được Tòa án nhân dân thành phố Nha Trang (gọi tắt: Tòa), tỉnh Khánh Hòa thụ lý và giải quyết tranh chấp.

### Trình bày của nguyên đơn
Theo đơn khởi kiện ngày 8 tháng 12 năm 2017, bản tự khai, biên bản hòa giải và tại phiên tòa, đại diện theo ủy quyền của nguyên đơn, Luật sư Trần Đức Phượng trình bày rằng: ngày 26 tháng 2 năm 2017, bà Tuyền và ông Sơn giao kết hợp đồng sở hữu kỳ nghỉ với Vịnh Thiên Đường. Theo đó, giá trị hợp đồng sở hữu kỳ nghỉ là 388,110 triệu đồng; tuần nghỉ là tuần thứ 16; loại căn hộ nghỉ là loại A. Tính đến ngày 15 tháng 3 năm 2017, nguyên đơn đã đặt cọc 300,488 triệu đồng. Tại thời điểm giao kết hợp đồng, do thời gian eo hẹp nên nguyên đơn không đọc kỹ hợp đồng sở hữu kỳ nghỉ đã giao kết. Đến ngày 26 tháng 4 năm 2017, sau khi nhận được thư điện tử từ Vịnh Thiên Đường, nguyên đơn xem kỹ lại hợp đồng đã giao kết thì thấy có những điều khoản của hợp đồng không hợp lý, nên đã chủ động đề nghị chấm dứt hợp đồng, nhưng không được phía bị đơn chấp nhận. Vì vậy, để bảo vệ quyền lợi của mình, nguyên đơn đã khởi kiện tại tòa án với nội dung là: đề nghị tòa án tuyên bố hợp đồng giữa hai bên là vô hiệu và hoàn trả lại cho nguyên đơn số tiền đã chuyển.
Luật sư Phượng đã trình bày yêu cầu bởi những lý do rằng: Vịnh Thiên Đường đã lừa dối khách hàng như mở hội thảo về du lịch nhưng không thực hiện nội dung chương trình hội thảo; về chủ đầu tư dự án là tỷ phú Igal Ahouvi Người Israel; về vốn đầu tư để tạo tin tưởng cho những người muốn mua sở hữu kỳ nghỉ ký hợp đồng và đặt cọc. Bị đơn quảng cáo sản phẩm được thiết kế theo mô hình đã được giải thưởng Châu Á – Thái Bình Dương, nhưng khi xây dựng không theo mô hình đã được quảng cáo; giữa mô hình quảng cáo và mô hình thực tế là không như nhau; căn hộ du lịch chỉ thiết kế cho hai người, nhưng quảng cáo căn hộ dành cho năm người; dự án tọa lạc tại Nha Trang. Vịnh Thiên Đường vi phạm điều cấm của pháp luật là doanh nghiệp có vốn đầu tư của người nước ngoài không được phép đưa người Việt Nam ra nước ngoài; định đoạt tiền đặt cọc khi không thuộc sở hữu của mình. Bên cạnh đó, tiến độ xây dựng và đưa công trình vào hoạt động chính thức chậm so với cam kết, gây thiệt hại cho những người đã mua sở hữu kỳ nghỉ.

### Trình bày của bị đơn
Về phía bị đơn, đại diện Phạm Thị Kiều Hưng trình bày rằng: hai bên đã giao kết hợp đồng, hình thức và nội dung của hợp đồng hoàn toàn hợp pháp. Người giao kết hợp đồng đủ năng lực và thẩm quyền, không bị ép buộc và đã tự nguyện ký vào hợp đồng này. Những lý do mà nguyên đơn đưa ra làm căn cứ để cho rằng hợp đồng vô hiệu, bị đơn không đồng ý. Các lý lẽ về vụ việc được bị đơn đưa ra và trình bày.
| “                                                                            | Ở đây là, nếu khách hàng nghỉ dưỡng không thích ở trong nước thì có thể trao đổi với nhau các kỳ nghỉ với khách hàng khác để ra nước ngoài nghỉ. Đây chỉ là hoạt động của khách hàng, công ty chúng tôi không kinh doanh hoạt động đưa người Việt Nam ra nước ngoài du lịch mà chỉ thực hiện hỗ trợ khách hàng. | ” |
| —Phạm Thị Kiều Hưng, Trưởng phòng Pháp chế ALMA, người đại diện của bị đơn.. | |   |

Thứ nhất, về tổ chức hãng, nguyên đơn cho rằng công ty lừa dối người tiêu dùng là nhận định sai lệch dựa trên ý kiến chủ quan. Công ty khẳng định không hề bịa đặt hay cung cấp các thông tin sai sự thật tới người tiêu dùng. Công ty có hai thành viên góp vốn gồm ông Dương Tuấn Anh và Công ty Elgin Investments Pte (gọi tắt: Công ty E). Trong đó Công ty E nằm trong các doanh nghiệp thuộc quyền kiểm soát và sở hữu bởi nhà đầu tư Igal Ahouvi và các doanh nghiệp của ông. Như vậy, Igal Ahouvi là một nhà đầu tư của bị đơn, thực hiện đầu tư thông qua các công ty thuộc quyền kiểm soát của ông. Vốn điều lệ đăng ký ban đầu là 105 tỷ đồng và lúc tranh chấp là 486 tỷ đồng. Đây là vốn góp theo cam kết của nhà đầu tư vào công ty dự án, phù hợp với các quy định của pháp luật Việt Nam. Vốn đầu tư của dự án là 300 triệu USD hoặc có thể cao hơn, đó là giá trị ước tính vốn đầu tư của toàn bộ dự án bao gồm nhưng không giới hạn: tiền thuê đất, chi phí đầu tư, xây dựng, quản lý, vận hành dự án, chi phí quản lý, văn phòng. Thứ hai, về quảng bá, tại buổi giới thiệu, công ty đã giải thích rõ đây là hoạt động mua kỳ nghỉ dưỡng, không phải là mua bất động sản nên không có chuyện gây nhầm lẫn về hợp đồng; khi làm việc với khách hàng, công ty giải thích và ghi rõ trong hợp đồng là mua kỳ nghỉ thứ bao nhiêu, ở loại khách sạn nào.
Thứ ba, về điều cấm, công ty không thực hiện việc đưa khách hàng ra nước ngoài. Thứ tư, về khoản tiền đặt cọc, bị đơn cho rằng pháp luật không hạn chế thỏa thuận về sử dụng tiền cọc. Mục đích sử dụng tiền đặt cọc của công ty không vi phạm điều cấm của pháp luật. Thứ năm, về tiến độ xây dựng và ngày khai trương chính thức đã quy định rõ là 36 tháng kể từ ngày ban hành giấy phép xây dựng cuối cùng của dự án và được quyền gia hạn thêm sáu tháng. Lúc tranh chấp, giấy phép cuối cùng được cấp vào tháng 10 năm 2018. Nếu nguyên đơn tiếp tục thực hiện hợp đồng sở hữu kỳ nghỉ đã giao kết, phía bị đơn có thể xem xét giảm giá hoặc hỗ trợ một số quyền lợi khác.

## Nhận định của tòa án
Ngày 16 tháng 11 năm 2018, tại số 104 đường Nguyễn Trãi, phường Phước Tân, thành phố Nha Trang, tỉnh Khánh Hòa, phiên xét xử sơ thẩm đã diễn ra tại trụ sở Tòa án nhân dân thành phố Nha Trang. Sau khi nghiên cứu các tài liệu có trong hồ sơ vụ án được thẩm tra tại phiên tòa và căn cứ vào kết quả tranh luận tại phiên tòa, Hội đồng xét xử nghị án đưa ra nhận định và quyết định cho vụ án.

### Tố tụng dân sự

#### Thủ tục đình chỉ
Phát biểu tại phiên tòa, đại diện Viện kiểm sát nhân dân thành phố Nha Trang kết luận rằng Tòa án nhân dân thành phố Nha Trang đã tuân thủ đúng trình tự, thủ tục pháp luật tố tụng dân sự quy định trong quá trình giải quyết vụ án, tại phiên tòa; đương sự thực hiện đầy đủ quyền và nghĩa vụ của mình trong quá trình tố tụng; thực hiện tống đạt hợp lệ các văn bản tố tụng. Tuy nhiên, để làm rõ việc Vịnh Thiên Đường có được phép giao dịch, chuyển nhượng căn hộ, quyền sở hữu kỳ nghỉ khi chưa hoàn thành dự án hay không, Kiểm sát viên đề nghị Hội đồng xét xử tạm ngừng phiên tòa để thu thập thêm tài liệu.
Hội đồng xét xử cho rằng đề nghị tạm dừng phiên tòa của Kiểm sát viên là không cần thiết, vì đây không phải hợp đồng chuyển nhượng liên quan đến bất động sản, mà là hợp đồng dịch vụ trong lĩnh vực du lịch, và thực chất là hợp đồng đặt cọc để được sở hữu kỳ nghỉ. Đến thời điểm xét xử, không có văn bản nào của cơ quan có thẩm quyền hạn chế quyền đặt cọc để sở hữu kỳ nghỉ của Vịnh Thiên Đường. Do đó, Hội đồng xét xử tiếp tục xét xử vụ án theo quy định chung.

#### Phương thức giải quyết
Nguyên đơn khởi kiện bị đơn tại Tòa án nhân dân thành phố Nha Trang, yêu cầu tuyên bố hợp đồng sở hữu kỳ nghỉ vô hiệu và buộc Vịnh Thiên Đường hoàn trả lại số tiền đã đặt cọc và thanh toán là 300,488 triệu đồng. Đây là khoản tiền nguyên đơn đã đặt cọc để sở hữu kỳ nghỉ từ bị đơn. Tại phiên tòa, nguyên đơn giữ nguyên yêu cầu khởi kiện và đề nghị ban đầu. Như vậy, quan hệ pháp luật tranh chấp được xác định là hợp đồng dịch vụ được quy định. Các bên có thỏa thuận soạn sẵn về việc chọn cơ quan và phương thức giải quyết tranh chấp là Trung tâm Trọng tài quốc tế Singapore (SIAC), theo các quy tắc trọng tài của SIAC có hiệu lực tại thời điểm giải quyết tranh chấp. Tuy nhiên, các quy định của Luật Trọng tài thương mại và văn bản hướng dẫn thi hành quy định về thỏa thuận trọng tài chỉ ra rằng việc chọn SIAC không thể thực hiện được trong vụ việc này bởi người tiêu dùng [tức nguyên đơn] không đồng ý lựa chọn trọng tài giải quyết tranh chấp. Hợp đồng sở hữu kỳ nghỉ của hai bên thuộc loại hợp đồng soạn sẵn do nhà cung cấp dịch vụ đưa ra, nay nguyên đơn không đồng ý lựa chọn trọng tài và yêu cầu Tòa án nhân dân thành phố Nha Trang giải quyết là phù hợp với quy định của pháp luật. Do đó, Tòa án thụ lý và giải quyết tranh chấp là đúng thẩm quyền, và còn trong thời hiệu khởi kiện.

### Nội dung thỏa thuận

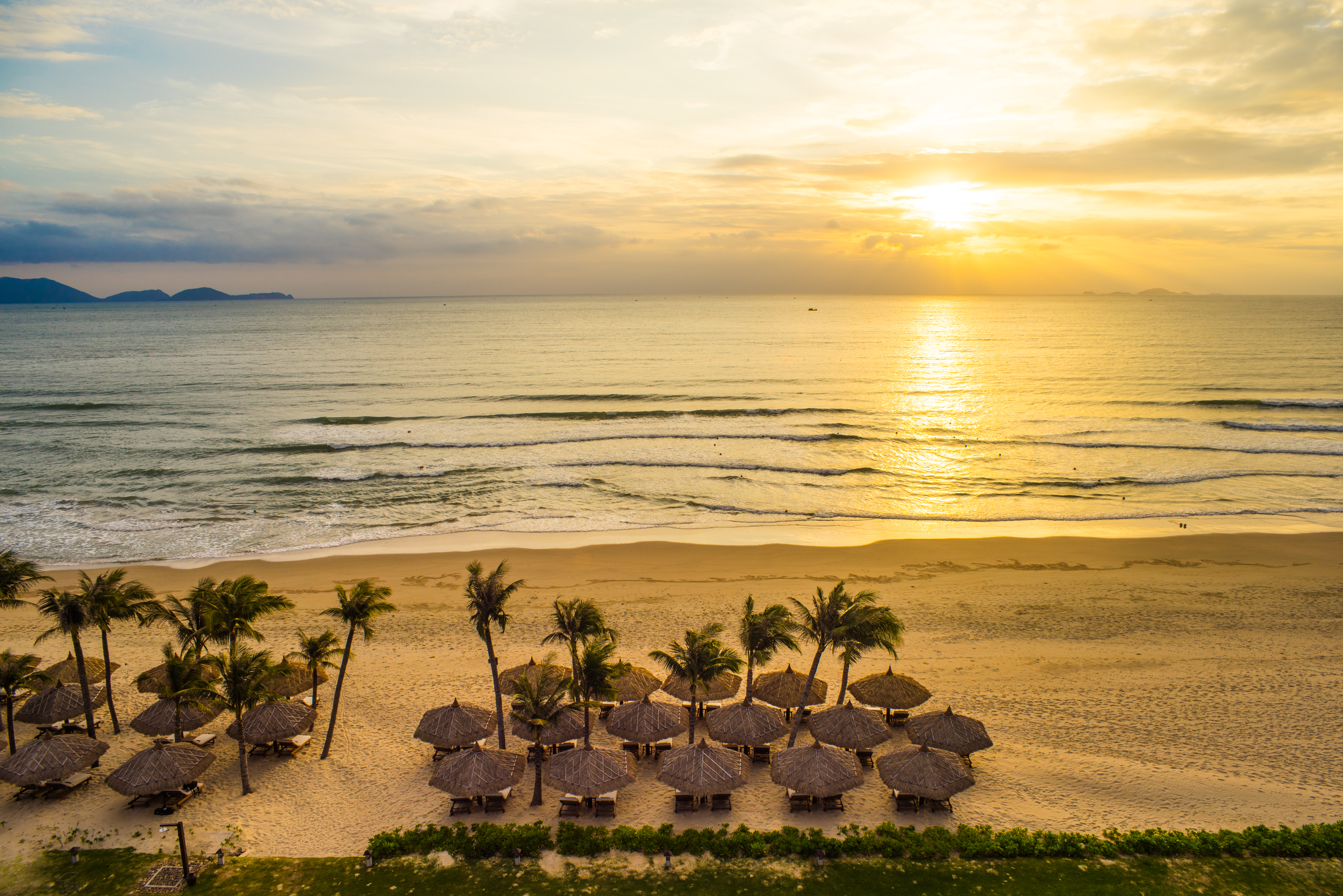
Khu du lịch Bãi Dài, Cam Ranh.

Xét hợp đồng sở hữu kỳ nghỉ giữa hai bên, thấy rằng: người trực tiếp ký kết hợp đồng với tư cách đại diện cho bị đơn là Lê Hữu B, Trưởng phòng Tài chính của Văn phòng đại diện Vịnh Thiên Đường tại Thành phố Hồ Chí Minh và nguyên đơn. Lê Hữu B không phải là người đại diện theo pháp luật của Vịnh Thiên Đường nhưng tại thời điểm giao kết, đại diện theo pháp luật bị đơn đã có văn bản ủy quyền cho Lê Hữu B được thay mặt người đại diện theo pháp luật ký kết hợp đồng theo đúng trình tự, thủ tục và nội dung do pháp luật quy định, bị đơn có đầy đủ năng lực hành vi dân sự.
Theo nội dung hợp đồng, nguyên đơn đã đăng ký mua kỳ nghỉ tuần thứ 16, loại căn hộ nghỉ dưỡng là A; thời gian bắt đầu từ năm có ngày khai trương chính thức đến hết thời hạn dự án; người mua có thể bán hoặc chuyển nhượng cho người khác, hoặc được trao đổi kỳ nghỉ tại một số nơi trên thế giới (dạng quyền nghỉ dưỡng tùy chọn). Người mua phải nộp tiền nhiều đợt theo tiến độ xây dựng dự án. Cụ thể, nguyên đơn thanh toán được ba đợt tiền đặt cọc với số tiền 310,488 triệu đồng (được ưu đãi 10 triệu đồng). Ngày khai trương chính thức được xác định đó là trong vòng 36 tháng kể từ ngày ban hành giấy phép xây dựng cuối cùng và được gia hạn thêm sáu tháng, công ty sẽ gửi thông báo hoàn thành cho khách hàng. Ngoài ra, hàng năm kể từ ngày khai trương chính thức, khách hàng phải thanh toán phí duy trì hay phí quản lý kèm theo hợp đồng, quy định quyền, nghĩa vụ các bên, các điều khoản về thanh toán, đặt cọc, chuyển nhượng và nghĩa vụ phát sinh từ hợp đồng.
Các bên đã giao kết hợp đồng sở hữu kỳ nghỉ tự do, tự nguyện cam kết, thỏa thuận, nội dung không vi phạm điều cấm của pháp luật, không trái đạo đức xã hội có hiệu lực thực hiện đối với các bên và phải được chủ thể khác tôn trọng và là căn cứ để giải quyết tranh chấp. Hội đồng xét xử nhận thấy Vịnh Thiên Đường được Ủy ban nhân dân tỉnh Khánh Hòa cấp Giấy chứng nhận đăng ký doanh nghiệp, Giấy chứng nhận đầu tư để đầu tư, thực hiện dự án Khu nghỉ dưỡng cao cấp ALMA tại Khánh Hòa. Quá trình đầu tư và thực hiện dự án, bị đơn đã tổ chức các buổi giới thiệu về mô hình nghỉ dưỡng tại một số địa phương, trong đó có Thành phố Hồ Chí Minh. Nguyên đơn là một trong số nhiều khách hàng được Vịnh Thiên Đường mời tham gia sự kiện. Tại đây, hai bên đã trực tiếp giao kết hợp đồng.

### Vấn đề tranh chấp
Trong thời gian chờ ngày khai trương chính thức, nguyên đơn cho rằng hợp đồng có nhiều nội dung quy định không phù hợp, gây thiệt hại đến quyền lợi của nguyên đơn nên đã nhiều lần gặp phía bị đơn nhằm thương thảo chấm dứt hợp đồng, nhưng không được đáp ứng. Vì vậy, nguyên đơn khởi kiện và yêu cầu Tòa án xem xét tuyên bố hợp đồng vô hiệu với những lý do bị lừa dối, bị nhầm lẫn, vi phạm điều cấm của pháp luật, chậm tiến độ đưa công trình vào sử dụng. Phát biểu lời bảo vệ quyền lợi cho bị đơn, Đại diện Hưng cho rằng những lý do phía nguyên đơn nêu ra làm căn cứ đề nghị Tòa án tuyên bố hợp đồng vô hiệu như bị lừa dối, bị nhầm lẫn, vi phạm điều cấm của pháp luật không thể chấp nhận bởi những lý do mà phía bị đơn đã nêu ra [ở phần trên], cùng bản luận cứ đã gửi cho Hội đồng xét xử.

#### Tổ chức hãng
Nhận định của Hội đồng xét xử.
Nguyên đơn cho rằng bị đơn lừa dối về chủ đầu tư dự án là tỷ phú Igal Ahouvi người Israel, và về vốn đầu tư. Nhưng qua tài liệu do bị đơn cung cấp và đã được kiểm tra công khai, thể hiện Vịnh Thiên Đường có hai thành viên góp vốn, trong đó có một doanh nghiệp góp vốn thuộc quyền kiểm soát và sở hữu bởi Igal Ahouvi và các doanh nghiệp của ông. Như vậy, Igal Ahouvi là một nhà đầu tư (không phải chủ đầu tư) của bị đơn, thực hiện đầu tư thông qua các công ty thuộc quyền kiểm soát của ông là có thật. Phía nguyên đơn không đưa ra được chứng cứ để chứng minh rằng bị đơn đã lừa dối bằng việc khẳng định Igal Ahouvi là chủ đầu tư dự án. Vốn điều lệ đăng ký ban đầu là 105 tỷ đồng, vốn đầu tư thực hiện dự án theo giấy đăng ký doanh nghiệp sửa đổi lần thứ năm là 426 tỷ đồng. Đây là vốn góp theo cam kết của nhà đầu tư vào công ty dự án, phù hợp với các quy định của pháp luật. Như vậy, mức vốn đầu tư dự kiến của dự án là 300 triệu USD là giá trị ước tính tổng mức vốn đầu tư của toàn dự án, không phải là vốn điều lệ.
Nguyên đơn nêu lý do rằng phía bị đơn quảng cáo sản phẩm được thiết kế theo mô hình đã được giải thưởng, nhưng khi xây không như mô hình đã được giải thưởng; giữa mô hình quảng cáo và mô hình thực tế không giống nhau. Các tạp chí phát hành để quảng bá sản phẩm không trung thực. Tuy nhiên, vấn đề thiết kế mô hình đã được sự chấp nhận thay đổi của Uỷ ban nhân dân tỉnh Khánh Hòa và đã được thông báo đến khách sở hữu kỳ nghỉ. Việc quảng cáo trên ấn phẩm có giấy phép xuất bản hợp pháp và tính đến ngày xét xử sơ thẩm chưa có văn bản nào của cơ quan có thẩm quyền hủy bỏ hoặc thu hồi các ấn phẩm này. Khi tham gia sự kiện và chính thức giao kết hợp đồng, người tham gia giao kết phải biết mình tham gia sự kiện gì, ký hợp đồng gì, nơi mình đầu tư nằm ở đâu. Địa điểm nơi xây dựng Khu du lịch được bị đơn công khai; trên các tài liệu, giấy tờ giao dịch cũng thể hiện địa điểm của khu ALMA Nha Trang. Không thể nói bị đơn sử dụng tên gọi ALMA Nha Trang hay thư mời hội thảo lại chuyển sang giới thiệu mô hình và sản phẩm là một sự lừa dối khách hàng được. Từ đó, không có chứng cứ cho thấy một trong các bên giao kết hợp đồng bị lừa dối. Do vậy, hợp đồng và các phụ lục kèm theo hợp đồng phát sinh hiệu lực.

#### Điều cấm
Các điều khoản hợp đồng thực chất là trao đổi sở hữu kỳ nghỉ tại các Khu nghỉ dưỡng khác trên toàn thế giới, hoạt động dưới cùng cách thức như tại khu nghỉ dưỡng, cùng tham gia mạng lưới trao đổi. Thực tế, nếu khách không nghỉ dưỡng tại khu nghỉ dưỡng mình đã mua sở hữu kỳ nghỉ thì có thể trao đổi kỳ nghỉ với khách nghỉ dưỡng khác, kể cả nghỉ dưỡng ở nước ngoài. Đây là hoạt động của khách nghỉ dưỡng lựa chọn cơ hội nghỉ dưỡng thay thế từ một loạt các cơ hội nghỉ dưỡng mà bị đơn trao đổi có thể cung cấp. Vịnh Thiên Đường không kinh doanh hoạt động đưa người Việt Nam ra nước ngoài du lịch, mà chỉ thực hiện hỗ trợ khách nghỉ dưỡng trong việc kết nối các địa điểm du lịch. Trong số các khách nghỉ dưỡng, nhiều người đã thực hiện trao đổi kỳ nghỉ thông qua quyền nghỉ dưỡng tùy chọn và họ trực tiếp liên hệ nơi nghỉ dưỡng thay thế, làm các thủ tục đi du lịch ở nước ngoài do bị đơn thu xếp với các bên có liên quan để khách nghỉ dưỡng được các nhà cung cấp dịch vụ nghỉ dưỡng khác cung cấp dịch vụ nghỉ dưỡng tại nơi khách nghỉ dưỡng lựa chọn.
Việc hỗ trợ, giúp khách nghỉ dưỡng của bị đơn lựa chọn nơi trao đổi kỳ nghỉ và các thủ tục để nhà cung cấp dịch vụ nghỉ dưỡng khác cung cấp cho khách nghỉ dưỡng không thể coi là một mắt, khâu trong việc đưa khách nghỉ dưỡng ra nước ngoài như nguyên đơn lập luận. Phía nguyên đơn cũng không đưa ra được chứng cứ chứng minh bị đơn đã đưa người ra nước ngoài bất hợp pháp. Như vậy, không có tài liệu, chứng cứ nào chứng minh bị đơn tự mình đưa khách mua sở hữu kỳ nghỉ đi du lịch nước ngoài. Theo quy định về tiền đặt cọc, tiến độ thanh toán trong hợp đồng thì khoản tiền mà nguyên đơn đã thanh toán là tiền đặt cọc. Khi và chỉ khi sau ngày khai trương chính thức số tiền đã nộp mới chuyển thành một phần của khoản thanh toán. Như vậy, khoản tiền đặt cọc của nguyên đơn là nhằm thực hiện hợp đồng. Số tiền đặt cọc mà bị đơn nhận được từ khách nghỉ dưỡng (không phải là kim khí quý, đá quý hoặc vật có giá trị) được bị đơn định đoạt bằng hình thức đầu tư vào dự án và các chi phí hợp lý không bị pháp luật cấm, không hạn chế thỏa thuận của các bên về việc sử dụng tiền đặt cọc. Trong trường hợp phải hoàn lại hoặc bồi thường vì lý do nào đó, người ta tính giá trị tiền cần hoàn trả, bồi thường là bao nhiêu, không ai yêu cầu trả đúng những đồng tiền đã đặt cọc như ý kiến nêu ra từ đại diện của nguyên đơn.

#### Hiệu lực
Ngay phần trang bìa của hợp đồng đã xác định về sở hữu kỳ nghỉ, trong hợp đồng có ghi rằng khách nghỉ dưỡng, theo hợp đồng này đồng ý thuê phòng từ Công ty, và nguyên đơn cũng xác nhận đặt chỗ loại căn hộ nghỉ dưỡng, tuần nghỉ dưỡng và khoản thanh toán tiền thuê phòng mà không phải là sở hữu bất động sản, hay thanh toán tiền bất động sản. Những quy định rõ như vậy trong hợp đồng, không thể bị nhầm lẫn với sở hữu bất động sản được. Lý do nguyên đơn nêu ra bị nhầm lẫn sở hữu bất động sản là không thể chấp nhận. Nguyên đơn cho rằng, khi tham gia ký kết hợp đồng, nhân viên tiếp thị của bị đơn đã không cho nguyên đơn thời gian hợp lý để nghiên cứu nội dung hợp đồng là vi phạm Luật Bảo vệ quyền lợi người tiêu dùng. Tuy nhiên, việc dành thời gian nghiên cứu hợp đồng là quyền của người tiêu dùng, việc nguyên đơn không sử dụng quyền này là xem như từ bỏ quyền của mình. Luật Bảo vệ quyền lợi người tiêu dùng cũng như Bộ luật Dân sự không có quy định về việc nếu tổ chức, cá nhân kinh doanh hàng hóa, dịch vụ không dành thời gian hợp lý để người tiêu dùng nghiên cứu hợp đồng thì hợp đồng sẽ vô hiệu. Do vậy, việc nguyên đơn đã tự nguyện ký kết hợp đồng là có thật và tại phiên tòa, đại diện cho nguyên đơn vẫn khẳng định việc giao kết hợp đồng là hoàn toàn tự nguyện. Vì thế, hợp đồng phát sinh hiệu lực.
Trong hồ sơ của bị đơn có hai giấy phép xây dựng về tiến độ dự án. Như vậy, tính đến ngày xét xử vẫn chưa quá 36 tháng kể từ ngày cấp giấy phép xây dựng. Do đó, không căn cứ cho rằng bị đơn đã vi phạm tiến độ xây dựng, chậm đưa công trình vào hoạt động, vi phạm thời hạn bàn giao kỳ nghỉ cho các chủ sở hữu. Từ những lập luận và phân tích nêu trên, thấy rằng, hợp đồng và phụ lục kèm theo đã ký giữa hai bên không thuộc các trường hợp giao dịch dân sự vô hiệu. Do đó không áp dụng điều khoản về hậu quả pháp lý của giao dịch dân sự vô hiệu để xử lý như yêu cầu của phía nguyên đơn. Đối với yêu cầu trả lại số tiền đặt cọc, Tòa cho rằng bản chất giấy xác nhận đặt chỗ là hợp đồng đặt cọc. Theo thỏa thuận thì số tiền đặt cọc trên sẽ chuyển thành số tiền thanh toán trong giai đoạn khi đến ngày khai trương chính thức. Như vậy, tại thời điểm xác lập giấy xác nhận đặt chỗ thì số tiền trên là tiền đặt cọc để đặt chỗ nhằm đảm bảo thực hiện hợp đồng dịch vụ. Hợp đồng đặt cọc này không trái pháp luật và không trái đạo đức xã hội. Bị đơn không vi phạm hợp đồng, nguyên đơn cũng không có chứng cứ chứng minh bị đơn vi phạm hợp đồng đặt cọc; và các bên đã thỏa thuận hợp đồng không bị hủy ngang; hợp đồng sở hữu kỳ nghỉ không bị vô hiệu như yêu cầu của nguyên đơn, do đó, yêu cầu hoàn trả số tiền đặt cọc 300,488 triệu đồng của nguyên đơn là không có căn cứ.
Về án phí: do yêu cầu của nguyên đơn không được chấp nhận, nên phải chịu án phí 300.000 đồng đối với yêu cầu tuyên bố hợp đồng vô hiệu và 15.024.400 đồng án phí dân sự sơ thẩm phần yêu cầu hoàn trả 300,488 triệu đồng. Như vậy, nguyên đơn phải nộp án phí dân sự sơ thẩm là 15.324.400 đồng.

### Quyết định
Từ những nhận định này, Hội đồng xét xử Tòa án nhân dân thành phố Nha Trang ra phán quyết quyết định: không chấp nhận yêu cầu của nguyên đơn về tuyên bố hợp đồng sở hữu kỳ nghỉ được giao kết giữa nguyên đơn và Vịnh Thiên Đường vô hiệu và hoàn trả số tiền đặt cọc đã thanh toán là 300,488 triệu đồng vì không có căn cứ, tức nguyên đơn thua kiện. Về án phí, nguyên đơn phải nộp 15.324.400 đồng án phí dân sự sơ thẩm. Báo cho nguyên đơn, bị đơn biết, được quyền kháng cáo bản án sơ thẩm trong hạn 15 ngày kể từ ngày tuyên án để đề nghị Tòa án nhân dân tỉnh Khánh Hòa xét xử lại theo trình tự phúc thẩm.